# Föritzgrund
Föritzgrund este o arie protejată (arie specială de conservare — SAC, sit de importanță comunitară — SCI) din Germania întinsă pe o suprafață de 198 ha, integral pe uscat.

## Localizare
Centrul sitului Föritzgrund este situat la coordonatele 50°19′04″N 11°12′50″E / 50.3178°N 11.2139°E.

## Înființare
Situl Föritzgrund a fost declarat sit de importanță comunitară în septembrie 2000 pentru a proteja 15 specii de animale. Situl a fost protejat și ca arie specială de conservare în iulie 2008.

## Biodiversitate
Situată în ecoregiunea continentală, aria protejată conține 8 habitate naturale: Ape stătătoare oligotrofe până la mezotrofe, cu vegetație de Littorelletea uniflorae și/sau de Isoëto-Nanojuncetea, Lacuri eutrofice naturale cu vegetație de tip Magnopotamion sau Hydrocharition, Cursuri de apă de la nivel de câmpie la nivel montan, cu vegetație Ranunculion fluitantis și Callitricho-Batrachion, Pajiști uscate europene, Formațiuni ierboase bogate în specii de Nardus, dezvoltate pe substraturi silicioase în zone montane (și în zone submontane, în Europa continentală), Liziere de ierburi înalte hidrofile de câmpie și de nivel montan până la alpin, Fânețe de joasă altitudine (Alopecurus pratensis, Sanguisorba officinalis), Păduri aluvionare cu Alnus glutinosa și Fraxinus excelsior (Alno-Padion, Alnion incanae, Salicion albae).
La baza desemnării sitului se află mai multe specii protejate:
- păsări (11): pescăruș albastru (Alcedo atthis), barză neagră (Ciconia nigra), prepeliță (Coturnix coturnix), becațină comună (Gallinago gallinago), sfrâncioc roșiatic (Lanius collurio), Luscinia svecica cyanecula, gaia roșie (Milvus milvus), codobatura galbenă (Motacilla flava), pițigoi-pungar (Remiz pendulinus), mărăcinar (Saxicola rubetra), Tachybaptus ruficollis ruficollis
- mamifere (1): castor (Castor fiber)
- nevertebrate (3): phengaris nausithous (Maculinea nausithous), Maculinea teleius, Ophiogomphus cecilia

Pe lângă speciile protejate, pe teritoriul sitului au mai fost identificate 7 specii de plante, 1 specie de păsări, 5 specii de amfibieni, 8 specii de mamifere, 47 de specii de nevertebrate, 2 specii de pești, 2 specii de reptile.